# 妫州
妫州，唐朝时设置的州。
贞观八年（634年），改北燕州置，属河北道，治所在怀戎县（今河北省涿鹿县西南保岱镇。长安二年（702年）移治清夷军城，今河北省怀来县东南旧怀来）。辖境相当于今河北省张家口市、宣化县、怀来县、怀安县、涿鹿县及北京市延庆县等地。开元中朔方节度使张说在州北筑长城，其东南有居庸塞，形势险要，为北方重镇。天宝初年改妫州为妫川郡。乾元元年（758年）恢复妫州。
后晋天福三年（938年），作为燕云十六州的一部分，被割让给契丹。契丹改名为可汗州。
| 唐朝妫州辖县 | 唐朝妫州辖县                                                                                 |
| ------------ | -------------------------------------------------------------------------------------------- |
| 634年        | 怀戎县                                                                                       |
| 634年        | 怀戎县                                                                                       |
| 745年        | 怀戎县（新增妫川县）                                                                         |
| 754年        | 怀戎县、妫川县（改名缙川县）                                                                 |
| 886年        | 怀戎县（缙川县改属儒州；新设永兴县、矾山县、龙门县、怀安县，改属新州；新设文德县，改属武州） |

唐朝妫州刺史
- 北燕州刺史
- 李道彦（贞观年间）
- 马遇（唐高宗时）
- 刘行敏（唐高宗时）
- 郑崇古（686年）
- 王珗（699年）
- 皇甫悕（武周时）
- 孙献（武周时）
- 张希明（武周时）
- 马遇（唐中宗时）
- 符某（开元年间）
- 柳栖朝（开元年间）
- 贾循（开元末年）
- 妫川郡太守
- 马行琰（唐肃宗、唐代宗时）
- 高霞寓（大和初年）
- 史元建（840年—841年）
- 周玙（844年—846年）
- 阎好问（咸通年间）
- 刘钤（光启年间—888年）
- 高某（乾宁年间）
- 周知裕（天复年间）